# Свети Николай (Скала Потамияс)
„Свети Николай“ (на гръцки: Ιερός Ναός Αγίου Νικολάου) е възрожденска православна църква в Скала Потамияс, пристанището на Потамия, на остров Тасос, Егейска Македония, Гърция, част от Филипийската, Неаполска и Тасоска епархия на Вселенската патриаршия.

## История
Разположена е в центъра на Скала Потамияс, близо до морето. Изградена е в 1836 г., както това е отбелязано над входа на мястото на по-стар храм. През 1893 година Ватопедският манастир дарява 80 пиастри на Филипос Василиу от Панагия за ремонт на храма, вероятно за изписването му.
В архитектурно отношение е малка сводеста базилика без женска църква, което показва, че е принадлежала на някой манастир или метох. Църквата има външни размери 9,90 m х 6.92 m. Дебелина на стените е 0,70 m, а площта 68,51 m2. Единична железна врата води към вътрешността, която е с една стъпка по-ниско от терена. Корабите са разделени от по две колони, втора употреба, свързани в полукръгли аркади. Техните ширини са 1,19 m, 2,48 m, 1,17 m.
Иконостасът е дървен. Царските икони от север са: северната олтарна врата с Архангел Михаил, „Свети Димитър“, „Свети Николай“, „Света Богородица“, царските двери, „Исус Христос“, „Свети Йоан Предтеча“, „Трима Светители“, „Свети Харалампий“. Следва резбована зона, редът на по-малките икони, и накрая резбована дантела.
Светилището е с една стъпка по-високо. Има полукръгла апсида със слепи арки отвън. Вляво има протезис, а вдясно диаконикон с полукръгла форма. На северната стена има малка правоъгълна и малка овална ниша. Подобна правоъгълна има и на южната стена.
Осветлението на храма става през два южни прозореца – един към наоса и един към олтара, и един северен. Над входа има ниша, в която е имало изображение на Свети Николай.
Църквата е изписана с интересна цветна флорална декорация. Стените носят имат брикови ленти, а в ъглите растителна украса. Арките са разделени на зони с централно изрисувани розетки със звезди и цветя и вази с букети. Подът е покрит с цимент. Пейките са по цялата дължина на юг и запад. Покривът е четирискатен, покрит с керемиди. На юг има проста дървена камбанария.